# Nuovo Trasporto Viaggiatori
A Nuovo Trasporto Viaggiatori Olaszország első magántulajdonú személyszállító vasúttársasága, továbbá a világ első olyan magántársasága, mely nagysebességű vasúti járműveket üzemeltet. Az NTV-t három olasz üzletember hozta létre (Diego della Valle, Luca di Montezemolo és Gianni Punzo), hogy versenyezzen a Trenitaliával. A forgalom a korábbi tervek szerint 2011 ősz végén indulhatott volna meg, először a Nápoly-Milánó útvonalon, napi 5 pár vonattal. De számos csúszás miatt végül csak  2012 április 28-án indult meg a menetrend szerinti forgalom.
Az NTV 2011 decemberében felavatta új vonatait, továbbá Nápolytól északnyugatra fekvő Nola városában megépített új karbantartó bázisát. Az olasz államelnök ez alkalommal küldött üzenetében köszöntötte az új vállalkozást, és azt a tényt, hogy 2 000 új munkahelyet teremtett, elsősorban a gazdaságilag legrosszabb helyzetben lévő Dél-Olaszországban. Formálisan is üzembe állították az AGV Alstom vonatot, és bemutatták a meghívott vendégeknek. Az NTV reméli, elég nagy ahhoz a piac, hogy mind a Trenitalia, mind az új NTV Italo vasútüzem megéljen a nagysebességű közlekedésből.
Az NTV kutatásai azt mutatták, hogy kb. 130 000-150 000 utas van naponta, akik átlagosan 320 kilométeres távolságon utaznak vonattal Olaszországban, igénybe véve a városok közötti távolsági vonatokat.

## Járművek

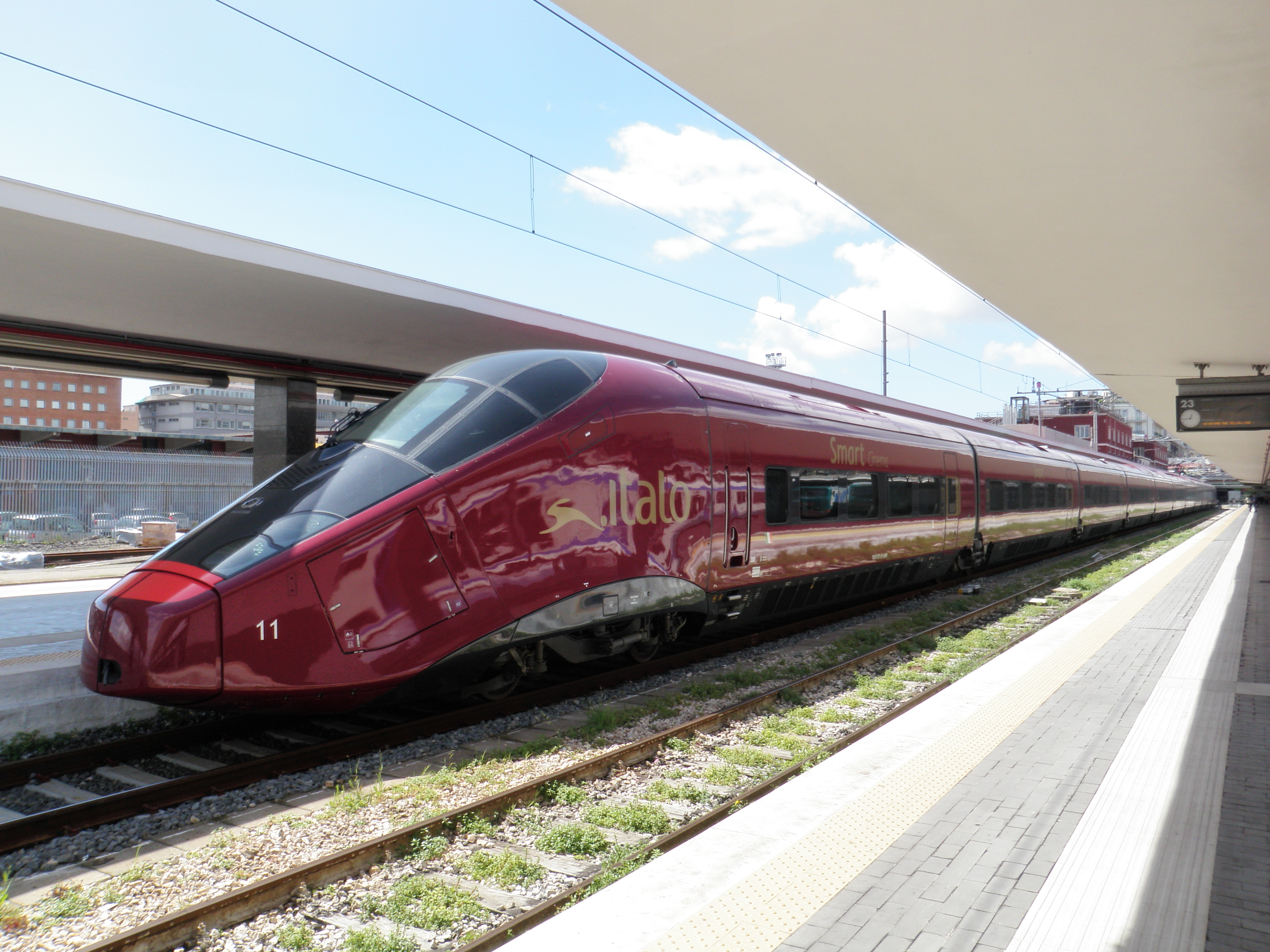
Az olasz Italo - Nuovo Trasporto Viaggiatori vörös AGV...

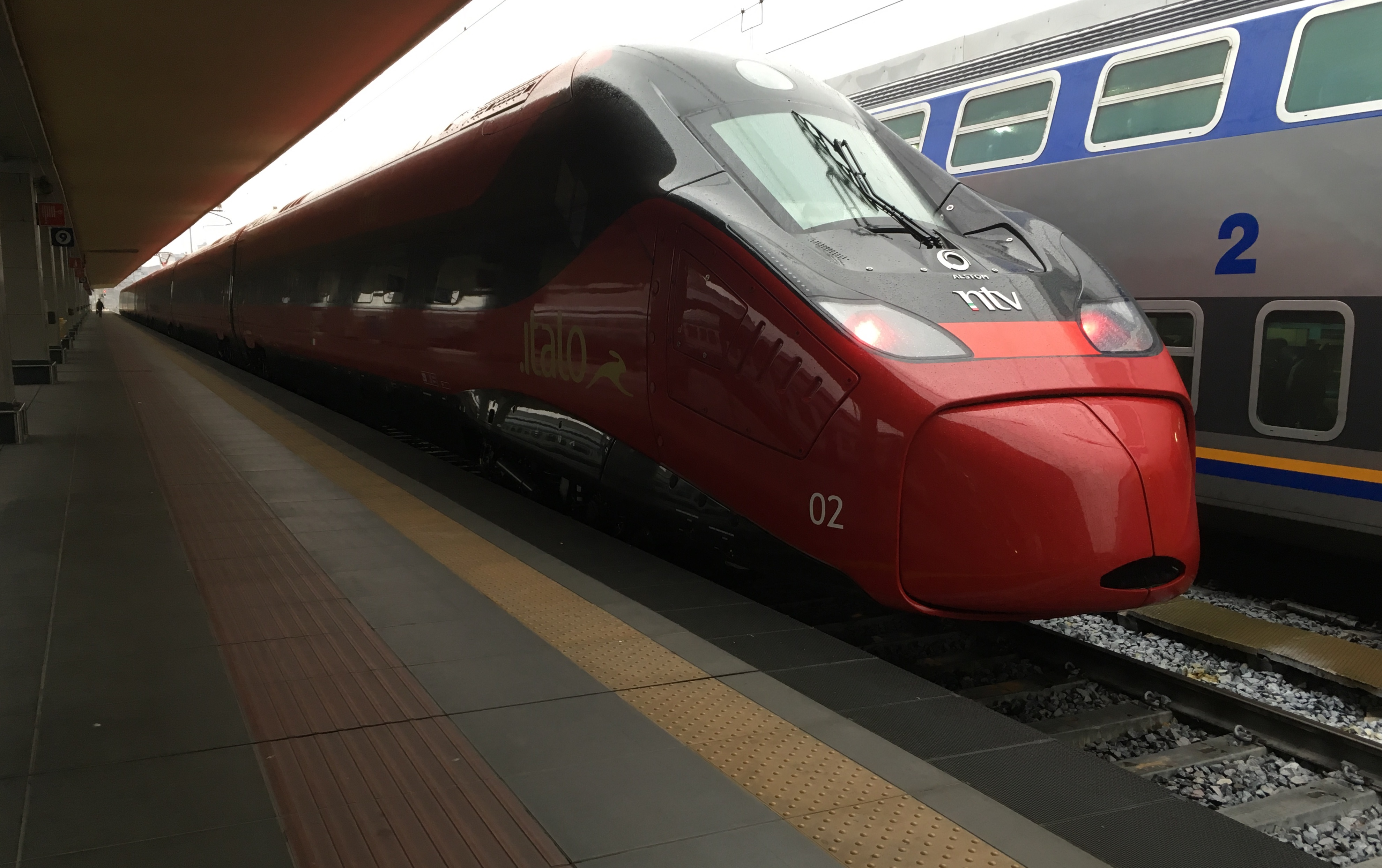
...és ETR 675 sorozatú szerelvénye

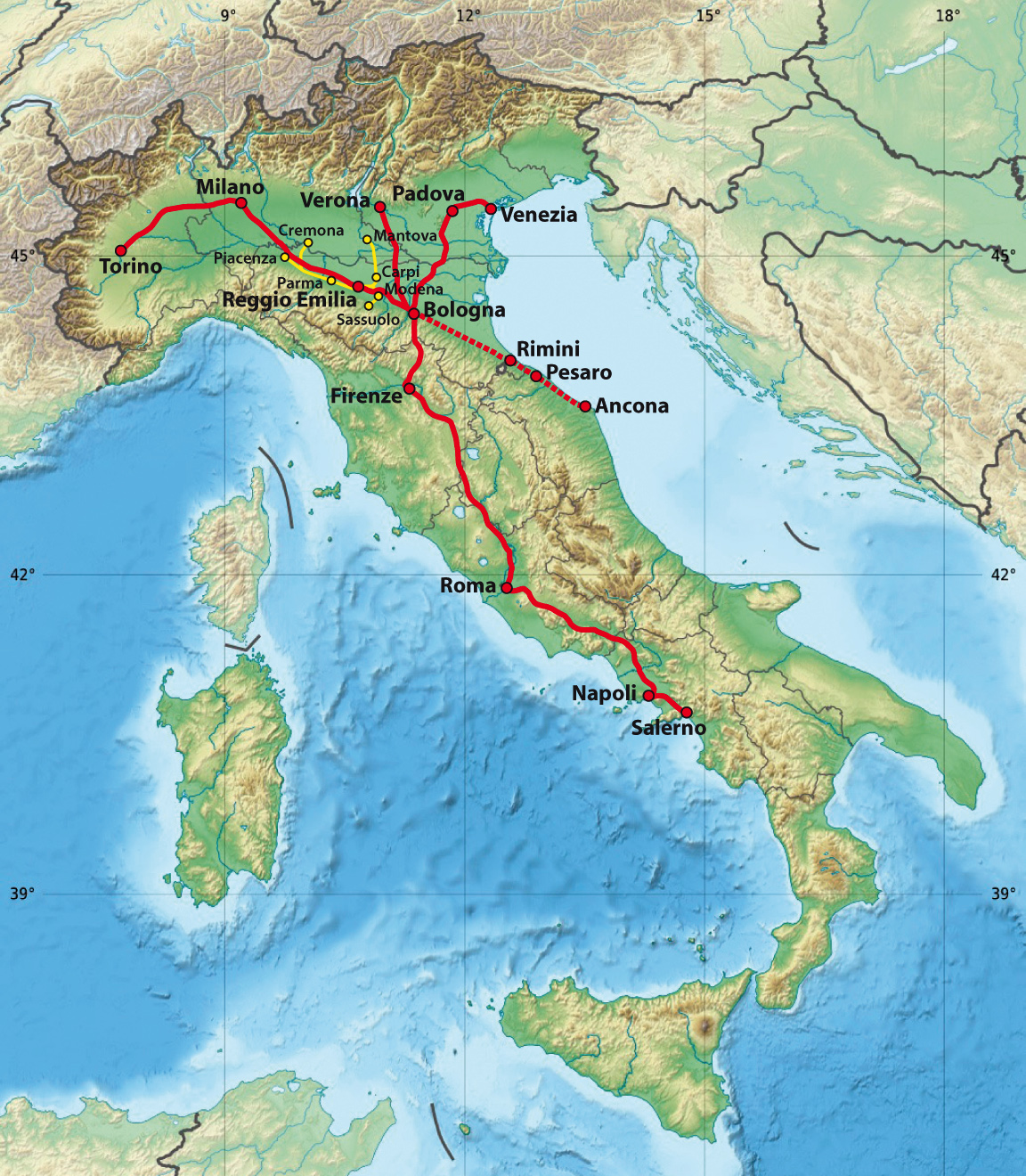
A Italo - Nuovo Trasporto Viaggiatori hálózata Olaszországban
Jelmagyarázat:
Vörös: vasúti közlekedés,
Szaggatott: csak nyáron
Sárga: autóbusz

2008. január 17-én a társaság bejelentette, hogy 25 db (és további 10 opció) Alstom AGV motorvonatot rendelt a szolgáltatás beindításához.
Az NTV AGV vonatai próbafutásait 2010 decemberében kezdték meg, az Alstom tulajdonában lévő AGV prototípus vonattal együtt. Négy NTV AGV vonat volt érintett az engedélyezési próbafutásokon, ezek összesen 140 000 kilométert tettek meg Olaszországban, Franciaországban és csehországi Velim próbapályán. Minden teszteredmény rendelkezésre áll, és minden az NTV vonatokhoz szükséges dokumentáció elkészült, ezek már a Vasúti Biztonsági Hatóságnál vannak jóváhagyás céljából.
Az NTV kijelentette, a vonatai belső kialakításának minősége és használhatósága különbözteti meg a rivális Trenitália vonataitól. Az NTV három különböző elhelyezési típust ajánl, és ezeken belül is lehetnek variációk. A legexkluzívabb része a vonatnak a Club, ahol 19 tágas ülőhely van, néhány 2+1 elrendezésű és két négy üléses fülke. A nagyobb kapacitású biznisz osztályt, Prima-nak nevezik, itt üléssoronként 2+1 üléssel, 960 mm távolsággal az üléssorok között, míg a vonat többi része, melyet Smart-nak neveznek 2+2 ülés elrendezésűek. Mindegyik kocsiban az üléseket bőr fedi és Wi-Fi hozzáférést biztosítanak. A Prima osztályú kocsik közül egyik a Prima Relax, ez teljesen csendes, valamint egy Smart kocsi, amit nagy kivetítővel szereltek fel, ez az ún. mozi kocsi. Az NTV a vonatain filmeket fog vetíteni hosszú és megállás nélküli utazásnál, mint pl. Róma–Milánó. A filmnézés bemutatkozás után néhány hónapig ingyenes, utána fizetős lesz. A vonatra műholdas kommunikációs rendszert telepítettek, amely lehetővé teszi az élő TV sugárzást, és a megszakítás nélküli Wi-Fi felhasználást az utazás legnagyobb részén (Természetesen az alagutakban nem működik).
Kezdetben Nápoly–Milánó között napi hat vonatpárral indult meg a szolgáltatás. 2012 decemberre, amikor az NTV megkapja a 25 szerelvényének még le nem szállított részét, napi 50 vonat fog üzemelni Milánó–Róma között megállás nélkül, 2 óra 57 perces eljutási idővel. Az NTV 2007 novemberében rendelte meg 25 AGV vonatot az Alstomtól, és megegyezett 30 évig tartó fenntartásról is. Ezután az Alstom és az NTV közösen megtervezte és kiviteleztette Európa egyik legmodernebb karbantartási telepét Nolaban. A vonatok 618 millió euróba kerültek.
2017-ben újabb vonatok érkeztek a társasághoz szintén a francia Alstomtól. A 22 szerelvény azonban már nem AGV-k, hanem az NTV ETR 675 sorozatba tartozó járművek.

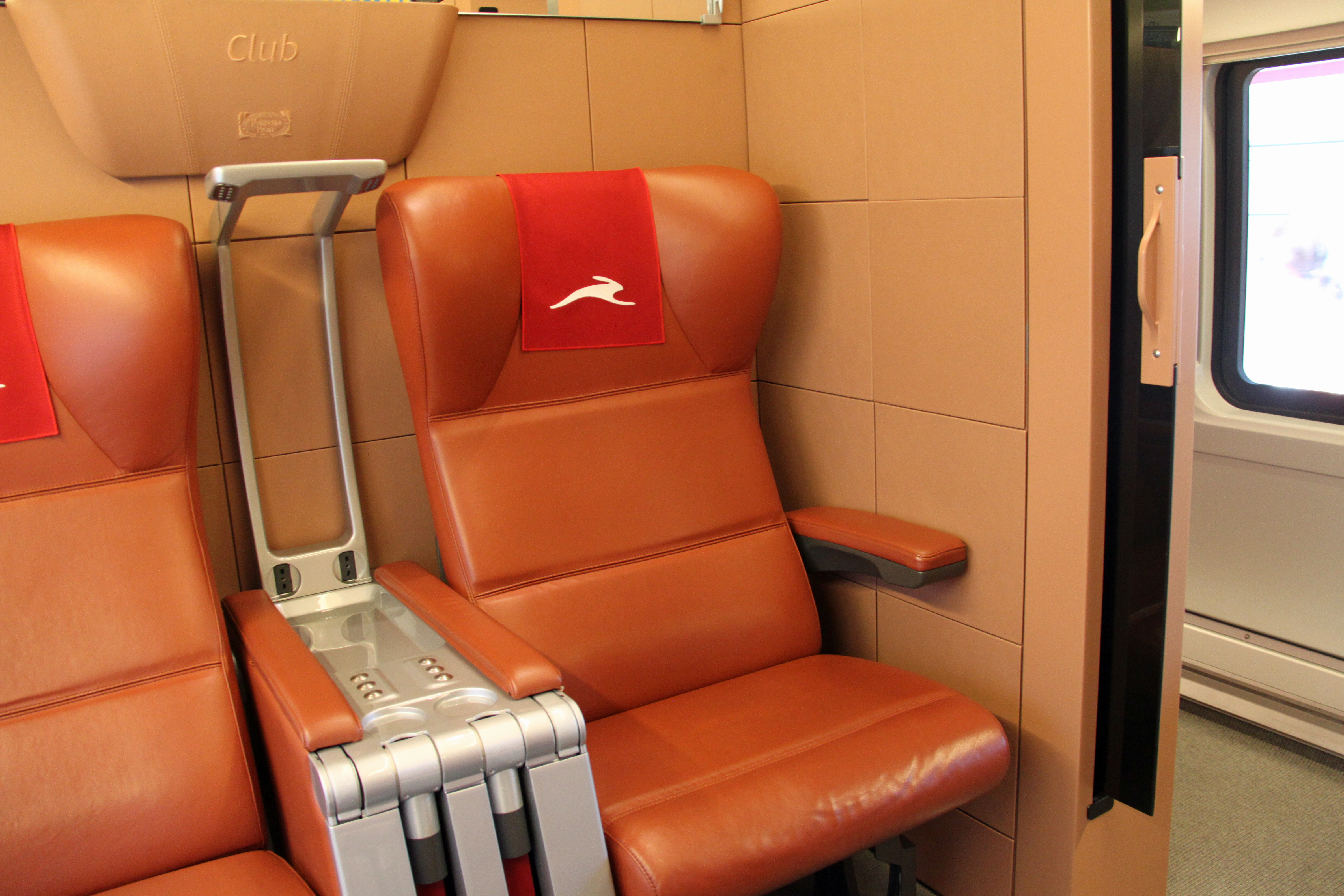
Club osztály
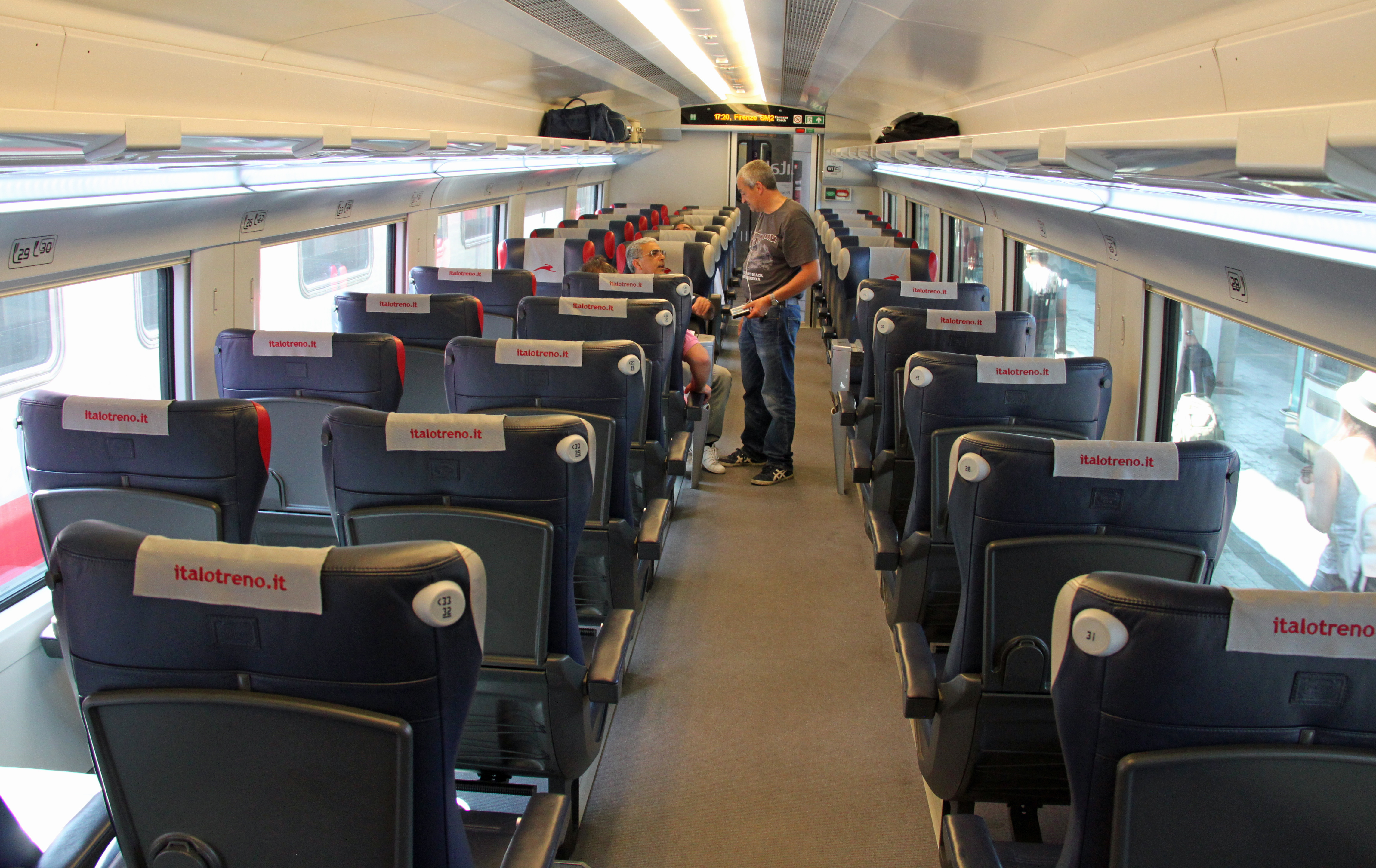
Prima osztály
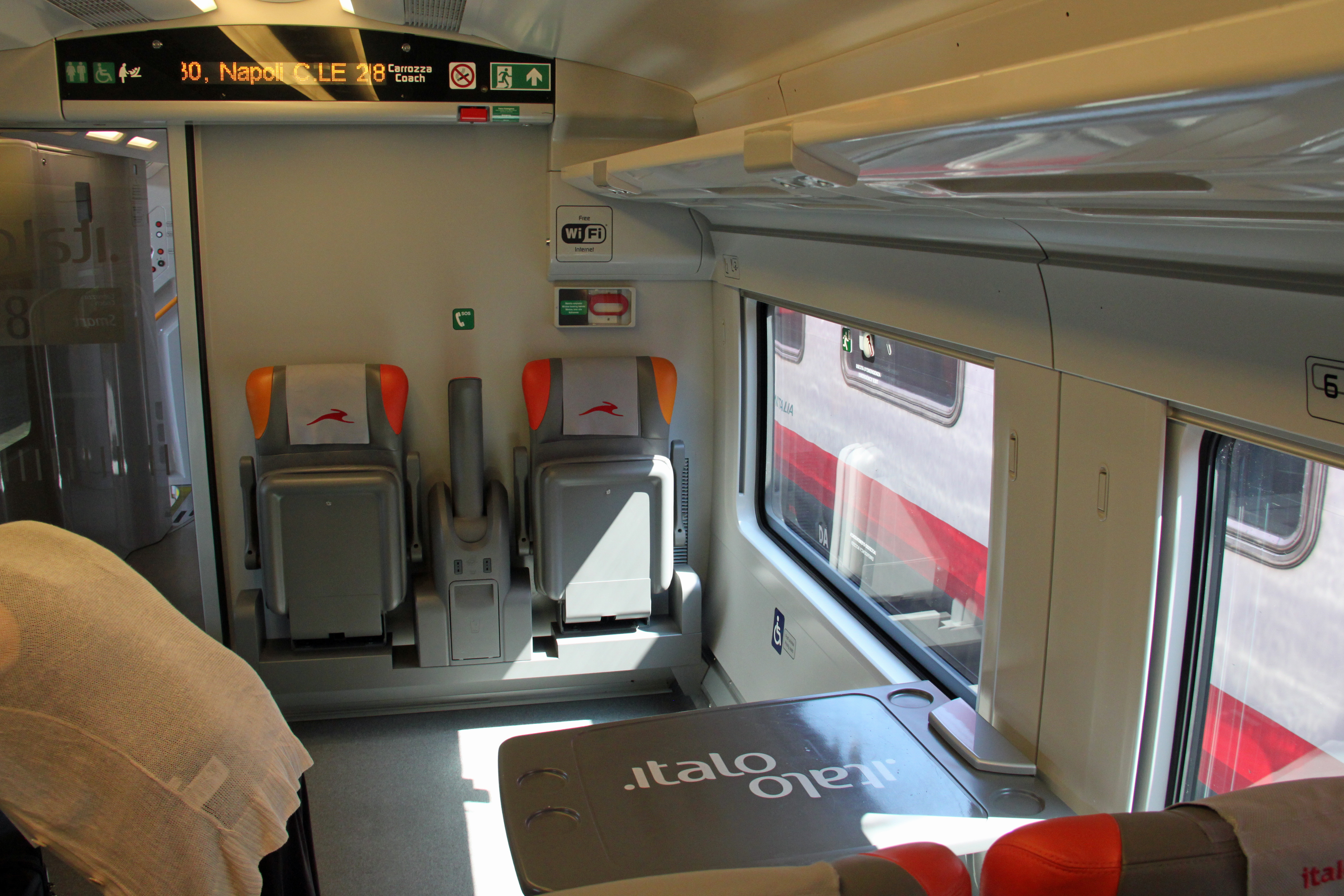
Multifunkciós tér

## Útvonalak
Az NTV 2012-től nagysebességű vasúti szolgáltatást indított el Olaszországban a Treno Alta Velocità vonalakon.
Az AGV motorvonatok az alábbi útvonalon közlekednek:
- Torino – Milánó – Nápoly – Salerno
- Róma – Bologna – Velence
- Róma – Nápoly

## Kiszolgált állomások
| Név                                     | Közigazgatási egység | Vasútvonal | Szolgáltatások | Kép |
| --------------------------------------- | -------------------- | --- | --- | --- |
| Stazione di Bari Centrale               | Bari                 | Ancona–Lecce-vasútvonal Bari–Taranto-vasútvonal Bari–Martina Franca–Taranto-vasútvonal Bari–Casamassima–Putignano-vasútvonal Bari–Bitritto-vasútvonal | treno regionale Regionale Veloce InterCity InterCity Notte Frecciargento Frecciarossa Nuovo Trasporto Viaggiatori                |     |
| Stazione di Barletta                    | Barletta             | Ancona–Lecce-vasútvonal Barletta–Spinazzola-vasútvonal | treno regionale Regionale Veloce InterCity InterCity Notte Frecciargento Frecciarossa Nuovo Trasporto Viaggiatori                |     |
| Stazione di Bisceglie                   | Bisceglie            | Ancona–Lecce-vasútvonal | treno regionale Regionale Veloce InterCity InterCity Notte Nuovo Trasporto Viaggiatori                                           |     |
| Stazione di Bologna Centrale            | Bologna              | Milánó–Bologna nagysebességű vasútvonal Porrettana-vasútvonal Milánó–Bologna-vasútvonal Verona–Bologna-vasútvonal Padova–Bologna-vasútvonal Bologna–Portomaggiore-vasútvonal Bologna–Firenze nagysebességű vasútvonal Bologna–Firenze-vasútvonal Bologna–Ancona-vasútvonal Marconi Express    | Frecciarossa Frecciabianca Marconi Express Nuovo Trasporto Viaggiatori Line S1A                                                  |     |
| Stazione di Firenze Santa Maria Novella | Firenze              | Bologna–Firenze-vasútvonal Firenze–Faenza-vasútvonal Pisa–Firenze-vasútvonal Viareggio-Firenze-vasútvonal Firenze–Róma nagysebességű vasútvonal Bologna–Firenze nagysebességű vasútvonal Firenze–Róma-vasútvonal                                                                              | Venice-Simplon Orient Express Frecciarossa Frecciabianca Nuovo Trasporto Viaggiatori                                             |     |
| Stazione di Foggia                      | Foggia               | Ancona–Lecce-vasútvonal Nápoly–Foggia-vasútvonal Foggia-Lucera-vasútvonal Foggia-Manfredonia-vasútvonal Foggia-Potenza-vasútvonal | treno regionale Regionale Veloce InterCity InterCity Notte Frecciargento Frecciarossa Nuovo Trasporto Viaggiatori                |     |
| Stazione di Molfetta                    | Molfetta             | Ancona–Lecce-vasútvonal | treno regionale Regionale Veloce InterCity InterCity Notte Nuovo Trasporto Viaggiatori                                           |     |
| Stazione di Napoli Centrale             | Nápoly               | Róma–Cassino–Nápoly-vasútvonal Róma–Formia–Nápoly-vasútvonal Nápoly–Battipaglia-vasútvonal Nápoly–Foggia-vasútvonal Róma–Nápoly nagysebességű vasútvonal Nápoly–Salerno nagysebességű vasútvonal                                                                                              | Frecciabianca Frecciarossa Frecciargento InterCity Nuovo Trasporto Viaggiatori ligne 15 ligne 16                                 |     |
| Stazione di Roma Termini                | Esquilino            | Pisa–Róma-vasútvonal Róma–Albano-vasútvonal Firenze–Róma-vasútvonal Firenze–Róma nagysebességű vasútvonal Róma–Frascati-vasútvonal Róma–Cassino–Nápoly-vasútvonal Róma–Formia–Nápoly-vasútvonal Róma–Velletri-vasútvonal Róma–Sulmona–Pescara-vasútvonal Róma–Nápoly nagysebességű vasútvonal | Frecciarossa Frecciabianca Frecciargento InterCity Nuovo Trasporto Viaggiatori FL4 FL5 FL6 FL7 FL8                               |     |
| Stazione di Roma Tiburtina              | Róma                 | Firenze–Róma-vasútvonal Firenze–Róma nagysebességű vasútvonal Róma–Nápoly nagysebességű vasútvonal Róma–Sulmona–Pescara-vasútvonal | Frecciarossa Nuovo Trasporto Viaggiatori FL1 FL2 FL3                                                                             |     |
| Stazione di Salerno                     | Salerno              | Nápoly–Battipaglia-vasútvonal Salerno–Potenza-vasútvonal Battipaglia–Reggio di Calabria-vasútvonal | Frecciabianca Nuovo Trasporto Viaggiatori [[Naples - Campi Flegrei <> Salerne]]                                                  |     |
| Stazione di Torino Porta Susa (2008)    | Torino               | Torino–Milánó-vasútvonal Passante ferroviario di Torino Torino–Milánó nagysebességű vasútvonal Torino–Genova-vasútvonal | TGV Frecciarossa Nuovo Trasporto Viaggiatori Line SFM1 Line SFM2 Line SFM4 Linea SFM6 Line SFM7                                  |     |
| Stazione di Trani                       | Trani                | Ancona–Lecce-vasútvonal | treno regionale Regionale Veloce InterCity InterCity Notte Nuovo Trasporto Viaggiatori                                           |     |
| Stazione di Venezia Mestre              | Velence              | Milánó–Velence-vasútvonal Trento–Velence-vasútvonal Velence–Trieszt-vasútvonal Velence–Udine-vasútvonal Adria–Mestre-vasútvonal | Frecciarossa Railjet Trenitalia France EuroNight Nuovo Trasporto Viaggiatori                                                     |     |
| Stazione di Venezia Santa Lucia         | Velence              | Milánó–Velence-vasútvonal Velence–Trieszt-vasútvonal Trento–Velence-vasútvonal Velence–Udine-vasútvonal | Trenitalia France EuroCity Nightjet Venice-Simplon Orient Express Frecciarossa Frecciabianca Railjet Nuovo Trasporto Viaggiatori |     |